# Friend of a Friend
„Friend of a Friend“ je píseň české indie pop kapely Lake Malawi vydaná 7. ledna 2019. Jejími autory jsou Jan Steinsdoerfer, Maciej Mikolaj Trybulec a frontman hudební skupiny Albert Černý. Po vítězství v českém kole Eurovision Song Contest Lake Malawi zastupovali s touto písní Česko na Eurovision Song Contest 2019 v Tel Avivu. V soutěži postoupili do finále a skončili s touto písní na 11. místě z 41 zúčastněných zemí.
Tato skladba je oficiální znělkou Mistrovství světa juniorů v hokeji 2020 (MSJ 2020) v Ostravě a Třinci.[zdroj?]

## Eurovision Song Contest 2019
Počátkem ledna 2019 byla píseň zveřejněna spolu se sedmi dalšími kandidáty národního kola Eurovize 2019, která se konala v 14. května 2019 v Izraeli. 28. ledna byla hudební skupina Lake Malawi s písní „Friend of a Friend“ na tiskové konferenci České televize vyhlášena vítězem domácího kola se ziskem děleného prvního místa u mezinárodní poroty a druhého místa českých hlasujících. V prvním semifinále skončili Lake Malawi na druhém místě z 17 účastníků, postoupili tak do finále. Zde se umístila kapela na 11. místě z celkového počtu 41 účastníků, přičemž finále mělo 26 účastníků.

## Seznam skladeb
| Digitální stažení | Digitální stažení  | Digitální stažení |
| Pořadí            | Název              | Délka             |
| ----------------- | ------------------ | ----------------- |
| 1.                | Friend of a Friend | 2:52              |